# Taricha sierrae
Taricha sierrae — вид земноводних підродини Pleurodelinae родини саламандрові (Salamandridae). Отруйна амфібія.

## Поширення
Цей вид є ендеміком штату Каліфорнія у США. Зустрічається лише у горах Сьєрра-Невада. Віддають перевагу більш сухому клімату, ніж інші хвостаті амфібії даного регіону. Поза шлюбним сезоном ховаються в земляних щілинах і норах. Під час спарювання (що відбувається з грудня по травень) перебираються в повільні проточні струмки і невеликі озерця.

## Опис
Тіло сягає завдовжки від 13 до 20 см. Його шкіра виробляє потужний токсин.